# Покровська церква (Каташин)
Церква Покрови Пресвятої Богородиці — дерев'яний православний храм у селі Каташин Вінницької області, пам'ятка архітектури.
Церква побудована на кошти селян і поміщика у 1778 році. На її місці раніше була інша церква, яка відома з 1744 року та згоріла під час нападу татар у 1760—1769 роках.
Церква являє собою класичний подільський храм, доби українського бароко. Храм дерев'яний, трибанний. Припускають, що оформлення церкви виконували італійські майстри. У 1820 році окремо від церкви збудована дерев'яна дзвіниця, яку зруйнували в 30-х роках ХХ століття, а на її місці в 90-х роках зведена нова дзвіниця.
До 1887 року при храмі діяла церковнопарафіяльна школа. Також у храмі зберігається ікона Божої Матері (Каташинської), яка вважається чудотворною. З цією іконою пов'язана легенда про порятунок у часи російсько-турецької війни і самого образу, і черниці, яка його сховала в колодязі. Зараз щотижня в храмі та біля колодязя, що врятував образ, настоятель церкви служить акафіст Пресвятій Богородиці Каташинській.
У 2014 році завдяки місцевому священику і прихожанам проведено капітальний ремонт, перекрито покрівлю і куполи.